# 卡罗尔县 (艾奥瓦州)
卡羅爾縣（英語：Carroll County）是美國艾奥瓦州西部的一個縣。面積1,477平方公里。根據美國2000年人口普查，共有人口21,421。2010年普查人口為20,816人。縣治卡洛爾。
成立於1856年1月1日，縣名紀念卡羅頓的查爾斯·卡羅爾，《美國獨立宣言》簽署者中唯一的天主教徒及最晚去世者。